# Heliconius praxedis
Heliconius praxedis är en fjärilsart som beskrevs av Heinrich Neustetter 1925. Heliconius praxedis ingår i släktet Heliconius och familjen praktfjärilar. Inga underarter finns listade i Catalogue of Life.